# Bernister
Bernister (en allemand : Rotenberg) est un hameau des Hautes Fagnes, dans la province de Liège, en Belgique. Administrativement il fait partie de la commune et ville belge de Malmedy située en Région wallonne de Belgique. Avant la fusion des communes de 1977, Bernister faisait partie de la commune de Bévercé.

## Situation
Bernister se trouve entre Burnenville et Bévercé. C'est un petit village ardennais d'altitude implanté sur un haut plateau herbeux (altitude autour de 510 m) bordé par les vallées boisées et encaissées de l'Eau Rouge au nord et de la Warche (qui traverse Malmedy) au sud-est.
La localité a su préserver son caractère rural.

## Patrimoine
Aux alentours du village, se trouvent plusieurs sites intéressants :
- le viaduc de l'Eau Rouge sur l'E42,
- le Pouhon de Bernister, une source minérale ferrugineuse,
- l'ermitage Saint Antoine, petite bâtisse blanche isolée dont l'origine remonterait au XVe siècle[1]; il est repris sur la liste du patrimoine immobilier classé de Malmedy depuis 1979,

- le monument à la mémoire de Guillaume Apollinaire,
- le Haras de Bernister,
- la ferme Libert.